# Igreja autocéfala
Igreja Ortodoxa Autocéfala, ou Igreja Autocefalia, é uma instituição com uma autonomia considerável em relação ao Papa, responsável por um território como a nível nacional, tendo o direito de resolver todos os problemas internos sem solicitar autorização externa, como por exemplo remover seu clero: bispos, arcebispo, patriarca ou metropolita.
Apesar da certa independência, deve manter a comunhão canônica e sacramental com as outras igrejas.

## Histórico
Em 1054, surgiu a Igreja Ortodoxa ou Igreja Católica do Oriente, quando ocorreu o Cisma do Oriente, dividindo a Igreja Católica em: Romana e Ortodoxa, devido a uma disputa de interesses político e religioso na região do Mediterrâneo.
Antes da divisão a Igreja Católica tinha duas lideranças, uma em Roma submetida ao Papa, e outra em Constantinopla submetida ao patriarca (liderança simbólica primus inter pares, do latim: “primeiro entre os iguais”). A Católica de Constantinopla passou a discordar de alguns fundamentos, como a supremacia papal e o culto a imagens.
Em 1054, o patriarca Miguel Cerulário foi excomungado de Roma, proclamando a separação oficial entre as duas igrejas, originando a Igreja Ortodoxa, ou Igreja Católica do Oriente.